# Stücknotierung
Die Stücknotierung, auch genannt Stückkurs, gibt den Preis einer gehandelten Währung oder Ware an. Die Menge der gehandelten Ware / Währung ist dabei eins.
Die Mengennotierung entspricht dem Kehrwert der Stücknotierung.
Beispiel: Stücknotierung: 1 USD = 0,8072 EUR, Mengennotierung: 1 EUR = 1 / 0,8072 = 1,2389 USD